# Paweł Stolarski
Paweł Stolarski (Cracovia, Polonia, 28 de enero de 1996) es un futbolista polaco que juega de defensa en el Motor Lublin de la Ekstraklasa.

## Carrera
Paweł Stolarski nació en Cracovia, uniéndose desde temprana edad al Wisła Cracovia de su ciudad natal, donde estuvo enrolado desde 2003 hasta 2012, siendo ascendido al primer equipo en la temporada 2013-14, debutando el 28 de febrero de 2013 en un partido de la Copa de Polonia ante el Jagiellonia Białystok. En 2014 es transferido al Lechia Gdańsk, siendo inmediatamente cedido al Zagłębie Lubin para la temporada 2014-15, y retornando al club de la Ekstraklasa al año siguiente. Stolarski fichó por el Legia de Varsovia el 14 de agosto de 2018 por una cantidad aproximada de 500 000€, incluyendo en la operación a Konrad Michalak. Tras dos años y medio vistiendo los colores del Legia, Stolarski anunciaría su salida del club varsoviano el 2 de diciembre de 2020, firmando con el Pogoń Szczecin hasta junio de 2023.

## Carrera internacional
Stolarski fue convocado por la selección de fútbol sub-17 de Polonia para disputar la ronda clasificatoria del Campeonato de Europa Sub-17 de la UEFA 2013, anotando dos goles. Ejerció igualmente como capitán de la selección nacional en la ronda elite del Campeonato Europeo Sub-17 de la UEFA 2013.

## Palmarés

### Títulos nacionales
| Título      | Club              | País    | Año  |
| ----------- | ----------------- | ------- | ---- |
| Ekstraklasa | Legia de Varsovia | Polonia | 2020 |